# محمد بن مصطفى الواني

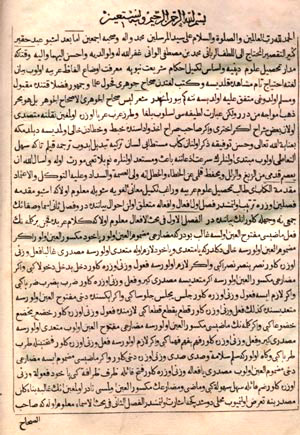
«الصحاح» للجوهري - الترجمة التركية للواني.

محمد بن مصطفى الواني (ت. 1000 هـ / 1592 م) هو فقيه حنفي رومي.
هو محمد بن مصطفى الواني، ويعرف بـ «وان قولي». ولد في وان. تولى التدريس والقضاء في حياته، وتوفي بالمدينة.

## آثاره
من آثاره بالعربية:
- «إثبات المسموعات».
- «نقد الدرر حاشية علي الدرر والغرر لملا خسرو»
- رسالة في «كراهية الذكر وصلاة الرغائب».

وترجم إلى التركية:
- كتاب «الصحاح» للجوهري - وكان هذا الكتاب أول كتاب طبع في مطبعة إبراهيم متفرقة سنة 1729 م.[3]
- «كيمياء السعادة» للغزالي.[4]